# Музичко Роман Михайлович
Роман Михайлович Музичко (рос. Роман Михайлович Музычко; 6 червня 1983, м. Орськ, СРСР) — російський хокеїст, правий нападник. Виступає за «Южний Урал» (Орськ) у Вищій хокейній лізі.
Вихованець хокейної школи «Южний Урал» (Орськ). Виступав за: «Южний Урал» (Орськ).